# Shahar Perkiss
Shahar Perkiss, né le 14 octobre 1962 à Haïfa, est un joueur israélien de tennis.

## Palmarès

### Finale en simple messieurs
| No | Date       | Nom et lieu du tournoi                  | Catégorie | Dotation | Surface    | Vainqueur        | Score    |  |
| -- | ---------- | --------------------------------------- | --------- | -------- | ---------- | ---------------- | -------- |  |
| 1  | 10-09-1984 | Tournoi de tennis de Tel Aviv, Tel Aviv |           | 75 000 $ | Dur (ext.) | Aaron Krickstein | 6-4, 6-1 |  |

### Titre en double messieurs
| No | Date       | Nom et lieu du tournoi                 | Catégorie | Dotation | Surface    | Partenaire  | Finalistes                     | Score    |  |
| -- | ---------- | -------------------------------------- | --------- | -------- | ---------- | ----------- | ------------------------------ | -------- |  |
| 1  | 12-10-1987 | Tournoi de tennis de Tel Aviv Tel Aviv |           | 89 400 $ | Dur (ext.) | Gilad Bloom | Wolfgang Popp Huub van Boeckel | 6-2, 6-4 |  |

### Finales en double messieurs
| No | Date       | Nom et lieu du tournoi                 | Catégorie           | Dotation  | Surface      | Vainqueurs                            | Partenaire        | Score         |  |
| -- | ---------- | -------------------------------------- | ------------------- | --------- | ------------ | ------------------------------------- | ----------------- | ------------- |  |
| 1  | 01-04-1985 | Monte-Carlo Open Monte-Carlo           | Championship Series | 325 000 $ | Terre (ext.) | Pavel Složil Tomáš Šmíd               | Shlomo Glickstein | 6-2, 6-3      |  |
| 2  | 07-10-1985 | Altech South African Open Johannesburg |                     | 210 000 $ | Dur (ext.)   | Colin Dowdeswell Christo van Rensburg | Amos Mansdorf     | 3-6, 7-6, 6-4 |  |